# Opera (Italia)
Opera es una localidad y comune italiana de la provincia de Milán, región de Lombardía, con 13.744 habitantes.

## Evolución demográfica
| Gráfica de evolución demográfica de Opera entre 1861 y 2001 |
|                                                             |
| Fuente ISTAT - elaboración gráfica de Wikipedia             |